# Liste der Monuments historiques in Saint-Méen-le-Grand
Die Liste der Monuments historiques in Saint-Méen-le-Grand führt die Monuments historiques in der französischen Gemeinde Saint-Méen-le-Grand auf.

## Liste der Bauwerke
| Bezeichnung                        | Beschreibung | Standort                               | Kennzeichnung | Schutzstatus | Datum | Bild |
| ---------------------------------- | ------------ | -------------------------------------- | ------------- | ------------ | ----- | ---- |
| Ehemalige Abtei, Kirche Saint-Méen |              | (Lage)                                 | PA00090875    | Inscrit      | 1930  |      |
| Friedhofskreuz                     |              | 2, rue du Révérend-Père-Janvier (Lage) | PA00090876    | Classé       | 1908  |      |

## Liste der Objekte

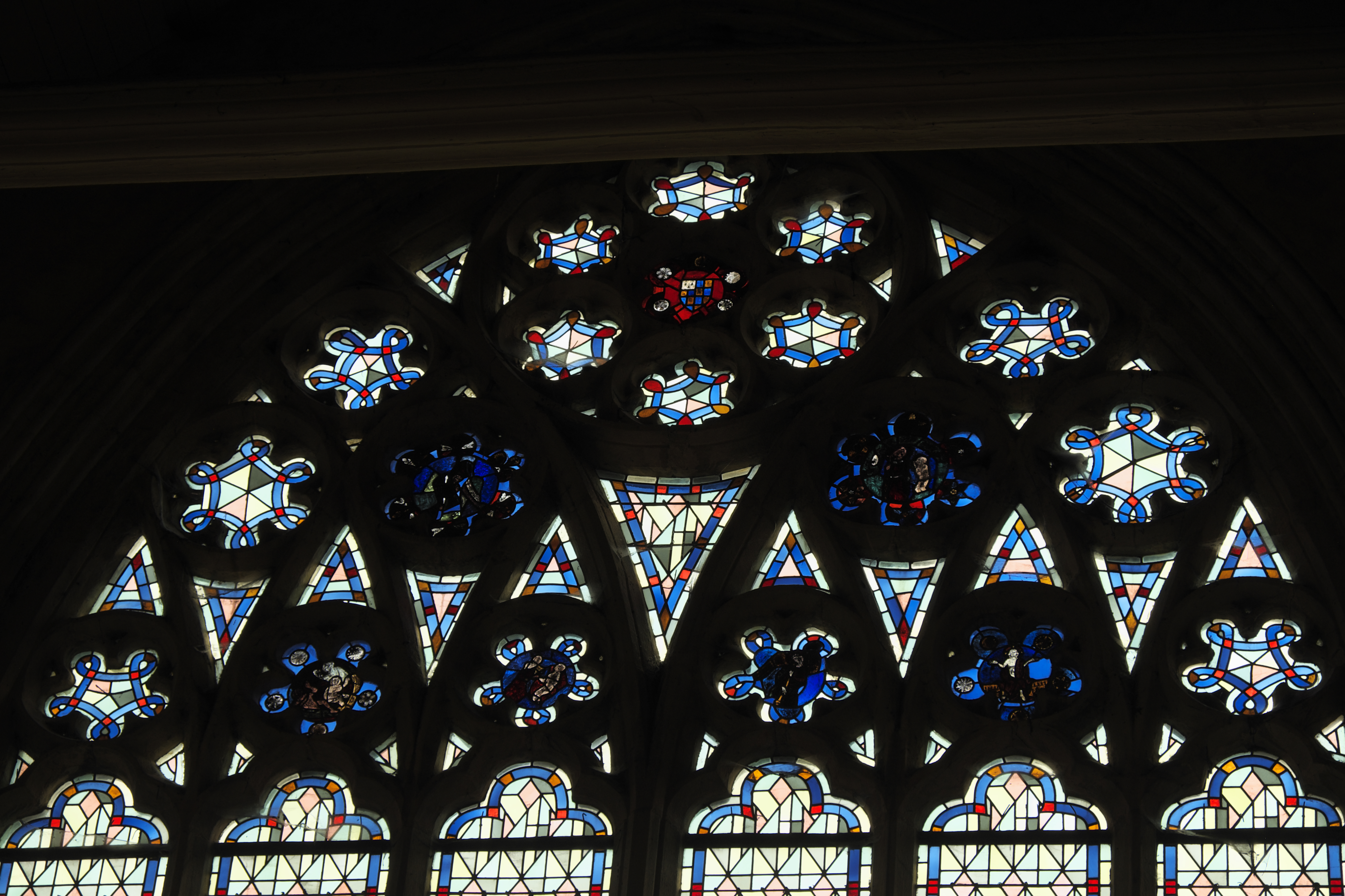
Bleiglasfenster Jüngstes Gericht (um 1300) in der Kirche St-Méen

- Monuments historiques (Objekte) in Saint-Méen-le-Grand in der Base Palissy des französischen Kultusministeriums